# Fregenal de la Sierra (Gerichtsbezirk)
Der Gerichtsbezirk Fregenal de la Sierra ist einer der 14 Gerichtsbezirke in der Provinz Badajoz.
Der Bezirk umfasst 7 Gemeinden auf einer Fläche von 728,32 km² mit dem Hauptquartier in Fregenal de la Sierra.

## Gemeinden
| Gemeinde                             | Einwohner (2024) | Fläche km² | Dichte Einw./km² | Cod INE | Postleitzahl |
| ------------------------------------ | ---------------- | ---------- | ---------------- | ------- | ------------ |
| Bodonal de la Sierra                 | 993              | 68,37      | 15               | 06021   | 06394        |
| Cabeza la Vaca                       | 1.255            | 64,00      | 20               | 06024   | 06293        |
| Fregenal de la Sierra                | 4.743            | 236,65     | 20               | 06050   | 06340        |
| Fuentes de León                      | 2.158            | 109,86     | 20               | 06055   | 06280        |
| Higuera la Real                      | 2.202            | 125,64     | 18               | 06067   | 06350        |
| Segura de León                       | 1.792            | 104,39     | 17               | 06124   | 06270        |
| Valverde de Burguillos               | 270              | 19,41      | 14               | 06142   | 06378        |
| Gerichtsbezirk Fregenal de la Sierra | 13.413           | 728,32     | 18               | –       | –            |